# قرار مجلس الأمن التابع للأمم المتحدة رقم 716
قرار مجلس الأمن التابع للأمم المتحدة رقم 716، المتخذ بالإجماع في 11 تشرين الأول / أكتوبر 1991، بعد الإشارة إلى تقرير الأمين العام، اعترف المجلس بالتقدم المحرز فيما يتعلق بـ«مجموعة الأفكار» في قبرص، وأكد مجدداً جهود الأمم المتحدة في حل نزاع قبرص.
وأعاد المجلس تأكيد موقفه بشأن قبرص، وكان آخرها في قراره 649 (1990) بشأن إنشاء اتحاد فيدرالي مستقل وغير منحاز وثنائي الطائفتين بدون اتحاد مع دولة أخرى. ودعا الأطراف المعنية إلى الالتزام الكامل بالمبادئ المذكورة أعلاه، وطلب تعاونهم مع الأمين العام وأشار إلى نيته استئناف المفاوضات في تشرين الثاني / نوفمبر 1991 لاستكمال اتفاق إطاري شامل. ورأى المجلس أن أفضل طريقة للقيام بذلك هي النظر في اجتماع دولي رفيع المستوى يرأسه الأمين العام يشارك فيه زعماء الطائفتين في قبرص، إلى جانب اليونان وتركيا.
وانتهى القرار بالطلب من الأمين العام تقديم تقرير عما إذا كان قد تم إحراز تقدم كاف لعقد الاجتماع الرفيع المستوى ونقل تطور «مجموعة الأفكار». وبحلول كانون الأول / ديسمبر 1991، فشلت الجهود المبذولة للتوصل إلى حل، حيث أكد الأمين العام خافيير بيريز دي كوييار أن «سيادة قبرص ستكون مشتركة على قدم المساواة ولكنها غير قابلة للتجزئة» وأن الحل سيستند إلى «ترتيب دستوري» يتم التفاوض بشأنه على أساس منصة متساوية ويتم الموافقة عليه من خلال استفتاءات منفصلة.

## روابط خارجية
- نص القرار في undocs.org